# Adolf Havelka
Adolf Havelka (9. července 1930 Varšava – 27. července 2015) byl polský sochař a medailér působící převážně v Čechách a na Slovensku.

## Životopis
V letech 1946–1947 studoval na Státní odborné škole sklářské v Novém Boru, následně v letech 1947–1950 na Vyšší uměleckoprůmyslové škole klenotnické v Turnově. A poté přerušovaně v letech 1950–1951 a 1953–1958 na Vysoké škole uměleckoprůmyslové v Praze u profesora Karla Štipla.
Věnoval se komorní plastice a medailérství. Některé medaile spojuje s hmotou neodstraněných nálitků a dává tak vzniknout osobitým prostorovým výtvorům. Známým dílem v tomto stylu je například medaile Fuga-pocta J. Š. Bachovi. V roce 1966 se stal členem skupiny Medaile 66. Byl také členem organizace s názvem Český fond výtvarných umění (ČFVU).
Během své profesní kariéry vystavoval na nespočtu kolektivních výstav v Čechách i v zahraničí. Například v roce 1969 v Salcburku, 1973 v Paříži nebo v roce 1985 v Budapešti.

## Dílo
- 1969: Kompozícia (Strelec), Košice[4]
- 1972: Plastika, Spišská Nová Ves[5]
- 1973: Veda a slnko, Spišská Nová Ves[6]
- 1975: Kvet, Košice[7]
- 1976: Peníze, Sokolov[3][8]
- 1977: Kovový reliéf a sluneční hodiny, Praha 4[9]
- 1978: Reliéf, Praha 4[10]
- 1979: Výtvarný poutač - obchodní dům Centrum, Praha 4[11]